# 瓦罗泰利会馆
瓦罗泰利会馆（Scuola dei Varoteri）是意大利威尼斯的一座历史建筑，位于多尔索杜罗区的圣玛加利大广场（Campo Santa Margherita）。

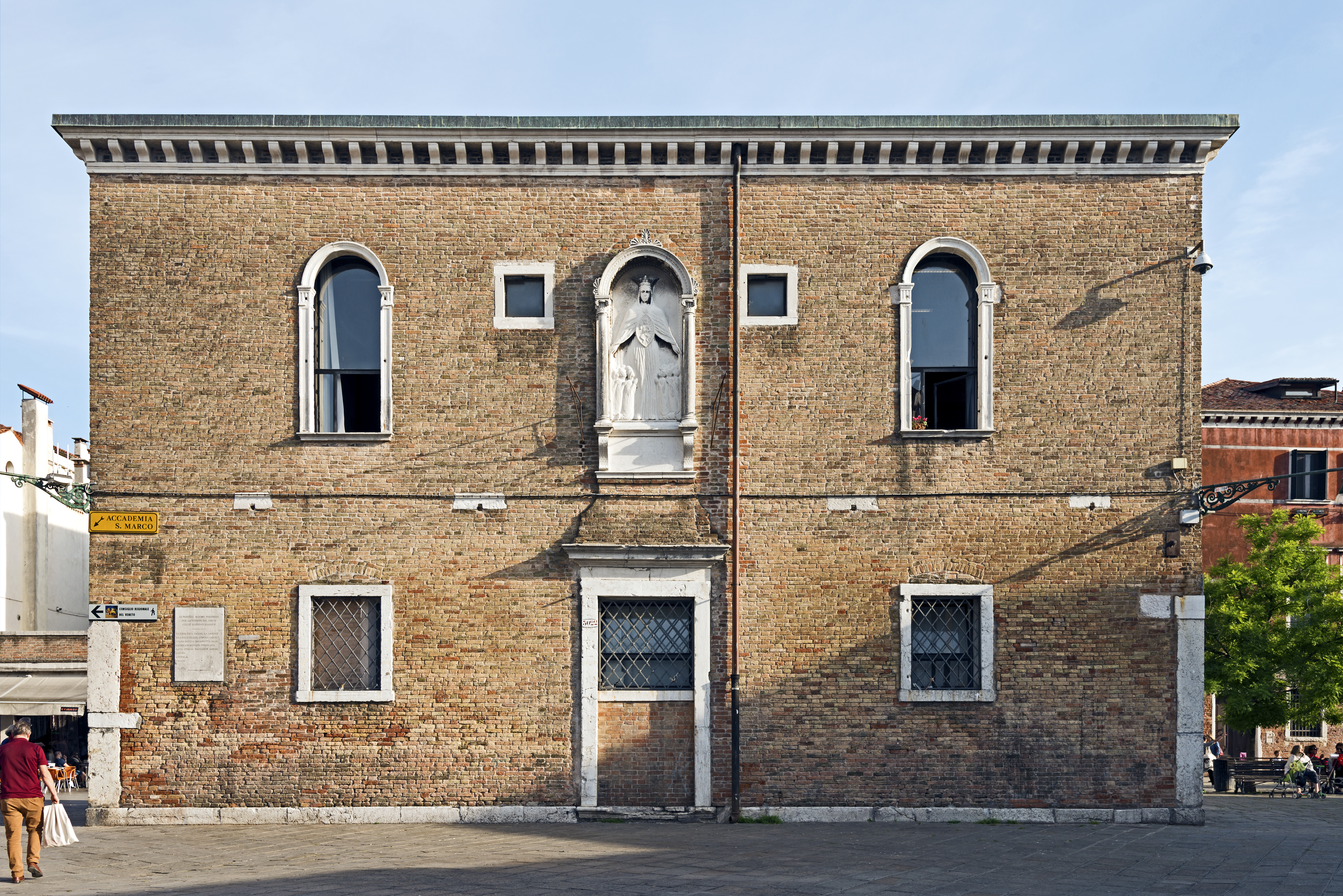

## 历史
在这个大广场上，这座两层红砖建筑颇不寻常。成立于1311年的制革商和皮草商行会，于1725年从卡纳雷吉欧区迁到该处。这是曾经存在于威尼斯的将近400个会馆（scuola）之一。在19世纪和20世纪，它曾用作柴火店、电影院，以及法西斯教育大厅。
在二楼有一幅大理石浮雕“仁慈圣母”（Madonna della Misericordia，1501年），原来曾经在该行会的教堂。
45°26′02″N 12°19′25″E / 45.433984°N 12.323558°E